# A Robust Romeo
A Robust Romeo é um curto filme de comédia muda norte-americano de 1914, dirigido por George Nichols e estrelado por Fatty Arbuckle.

## Elenco
- Phyllis Allen
- Fatty Arbuckle – Fatty
- Alice Davenport
- Ford Sterling
- Mack Swain

## Produção
O título de trabalho do filme foi The Wolf.